# Rhopalomeces
Rhopalomeces is een kevergeslacht uit de familie van de boktorren (Cerambycidae). De wetenschappelijke naam van het geslacht werd voor het eerst geldig gepubliceerd in 1922 door Schmidt.

## Soorten
Rhopalomeces omvat de volgende soorten:
- Rhopalomeces caesius Schmidt, 1922
- Rhopalomeces congoensis Burgeon, 1931
- Rhopalomeces crassicornis (Gestro, 1892)
- Rhopalomeces cyanellus (Bates, 1879)
- Rhopalomeces dejeani (Distant, 1898)
- Rhopalomeces delagoanus Schmidt, 1922
- Rhopalomeces difficilis Aurivillius, 1928
- Rhopalomeces dilaticornis (Aurivillius, 1908)
- Rhopalomeces discolor Schmidt, 1922
- Rhopalomeces discretus (Aurivillius, 1908)
- Rhopalomeces elongatus Schmidt, 1922
- Rhopalomeces femoralis Schmidt, 1922
- Rhopalomeces fulgurans Schmidt, 1922
- Rhopalomeces fuscipes Schmidt, 1922
- Rhopalomeces gracilis (Fåhraeus, 1872)
- Rhopalomeces haedus Schmidt, 1922
- Rhopalomeces incisus Schmidt, 1923
- Rhopalomeces leprieurii (Buquet, 1844)
- Rhopalomeces linearis Schmidt, 1922
- Rhopalomeces longicollis (Harold, 1880)
- Rhopalomeces minutus Schmidt, 1922
- Rhopalomeces rimosus Schmidt, 1922
- Rhopalomeces rugatus Schmidt, 1922
- Rhopalomeces sericeus (Aurivillius, 1908)